# Успенский собор (Капошвар)
Успенский собор (венг. Nagyboldogasszony-székesegyház (Kaposvár)) — римская католическая церковь в центре венгерского города Капошвар. Одна из самых больших церквей в Венгрии. Здание в неороманском стиле, построенное в 1886 году является памятником архитектуры Капошвара.

## История
Первый молитвенный дом был простым деревянным зданием, построенным в 1702 году, частично из материалов разрушенного замка Капошвар. Деревянная, черепичная церковь имела 27 ступеней в длину и 19 ступеней в ширину. Однако в середине века она была снесена из-за ветхого состояния. После 12 лет строительных работ, в 1748 году был построен новый храм. Церковь в стиле барокко, первоначально сделана из камня была освящена в 1790 году в честь Успения Пресвятой Троицы. Эта церковь была главным храмом католической религиозной общины до 1885 года.
Нынешний Успенский собор был построен в 1886 году. В конце 1883 года отдел искусства и общественной архитектуры Венгерской ассоциации инженеров и архитекторов создал комитет для оценки планов строительства. Комитет принял решение, что новая католическая церковь может быть построена в соответствии с архитектурным планом отто Тандора. В 1885 году строительство началось. Мессы во время строительства проводились в часовне соседнего монастыря. Это место отмечено каменным крестом, который до сих пор можно увидеть во дворе прихода.
В 1900 году в церкви было введено электрическое освещение, в 1927 году отремонтирован орган. В 1931 году были проведены работы по расширению ризницы, а через несколько лет проведены наружние реставрационные работы.
В 1958 году костел получил новый орган, а затем в 1969 году полностью было реконструировано. В 1977 году жертвенную решетку снесли, образовав новое литургическое пространство. Церковь стала кафедральным собором Капошварской епархии, основанной Папой Иоанном Павлом II. В 2003 году на его западной стене была установлена мемориальная доска из красного мрамора, посвященная прославленным священникам, служившим здесь.

## Особенности здания
Собор выполнен в неороманском стиле в длину 45,5 метра и ширину 22 метра. Собор является самым высоким зданием на юго-западе Венгрии, с главной башней высотой 63 метра, возвышающейся над городом в середине фасада. По углам здания расположены еще четыре стройных пирамиды с небольшими башнями, скрывающими хоровую лестницу. Свод главного входа замыкается полукругом, над которым находится фреска, стилизованная под благословение церкви. Боковые стены облицованы контрфорсами, в том числе удлиненными окнами, также с полукруглыми затворами.
Внутри церковь просторная, ее главный неф сопровождается двумя нефами. Интерьер собора разбит на ряд колонн, разделяющих на три части. В конце главного нефа находится святилище, окаймленное с пяти сторон. Роспись интерьера также в значительной степени является работой Дьёрдя Лешковского. Цветные витражи в количестве 33 штук изготовил Эде Крацманн, а мраморные скульптуры - Янош Брандсейс и Йено Бори.
На главной башне собора изначально находилось четыре колокола, но два утрачены во время Второй мировой войны. Из оставшихся двух большой колокол весом 1434 кг является вторым по величине колоколом в городе и третьим по величине в округе; второй - колокол души имеет вес 253,3 килограмма. 

## Статуи
Собор расположен в самом центре Капошвара, на площади Кошута. Он находится в непосредственной близости от Кафедрального прихода Успенской римско-католической гимназии и Епископального дворца, а также ратуши и отеля капош.
Перед церковью размещены две статуи, внесенные в список культурного наследия. Первая - Мадонна в стиле рококо второй половины XVIII века, перенесенная из Топонара в 1970-х годах. Другая - Статуя Святого Иоанна из Непомука.

## Фотогалерея

Виды церкви
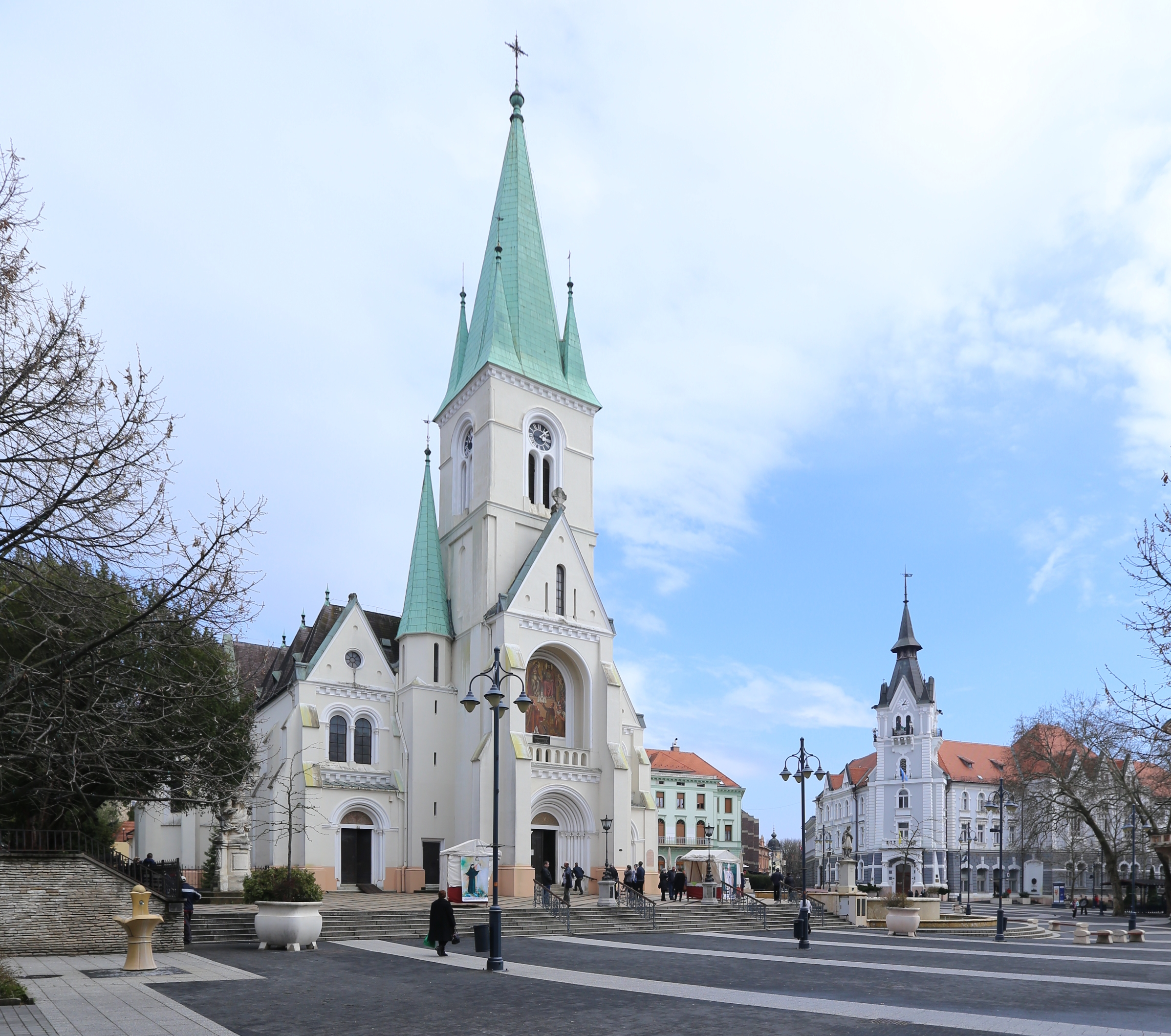
Собор и ратуша
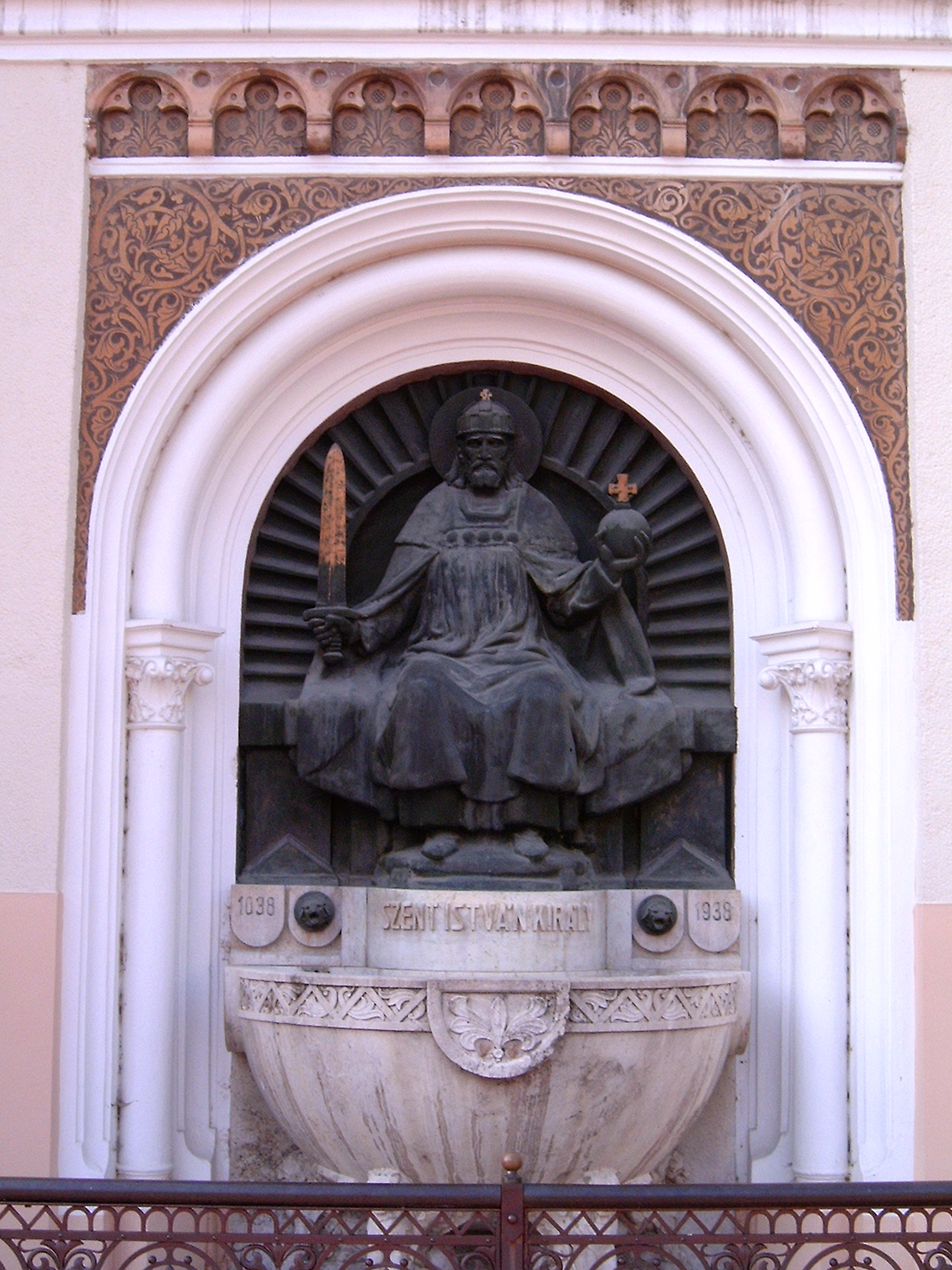
Фонтан Святого Стефана
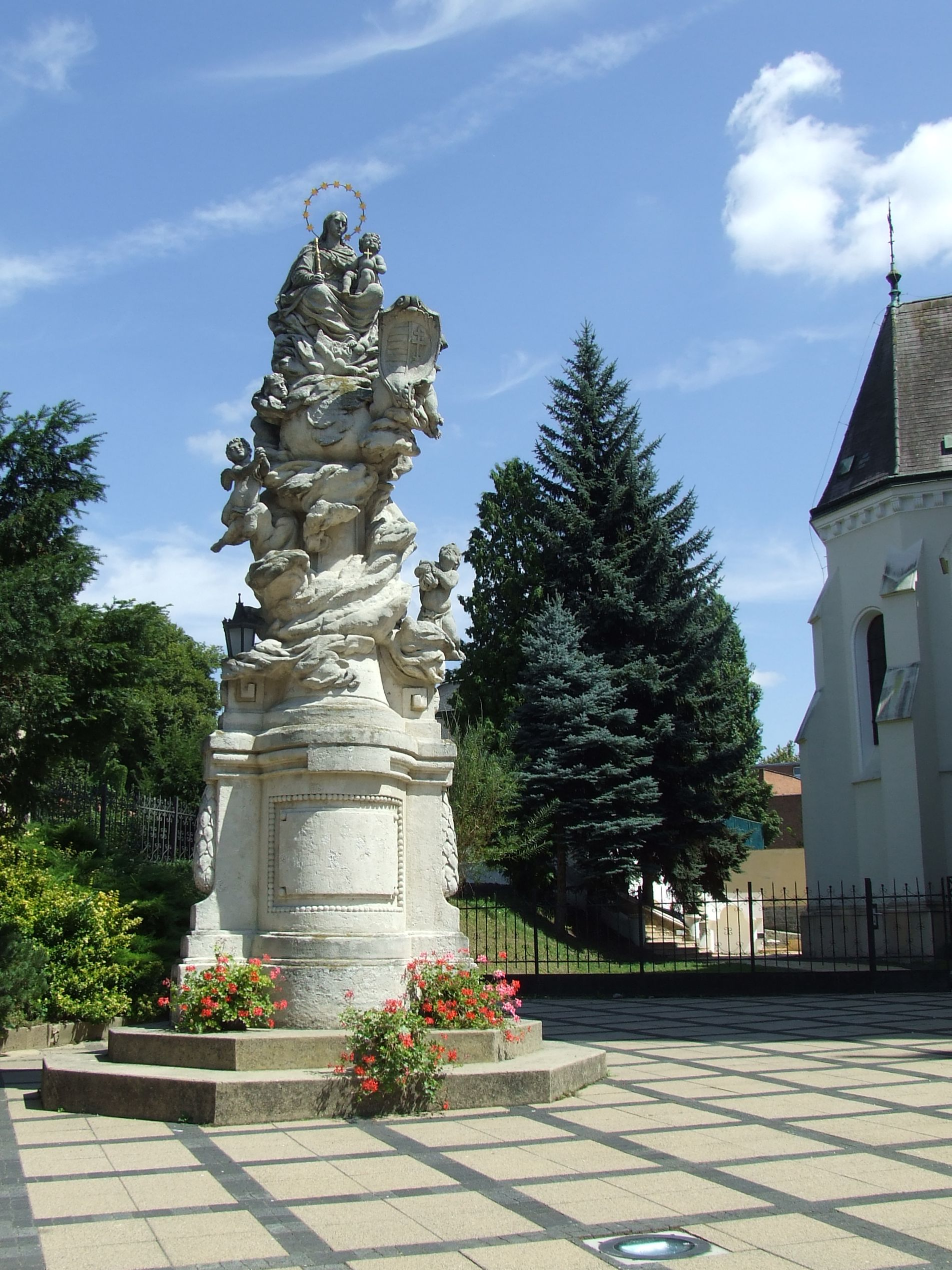
Статуя Мадонны
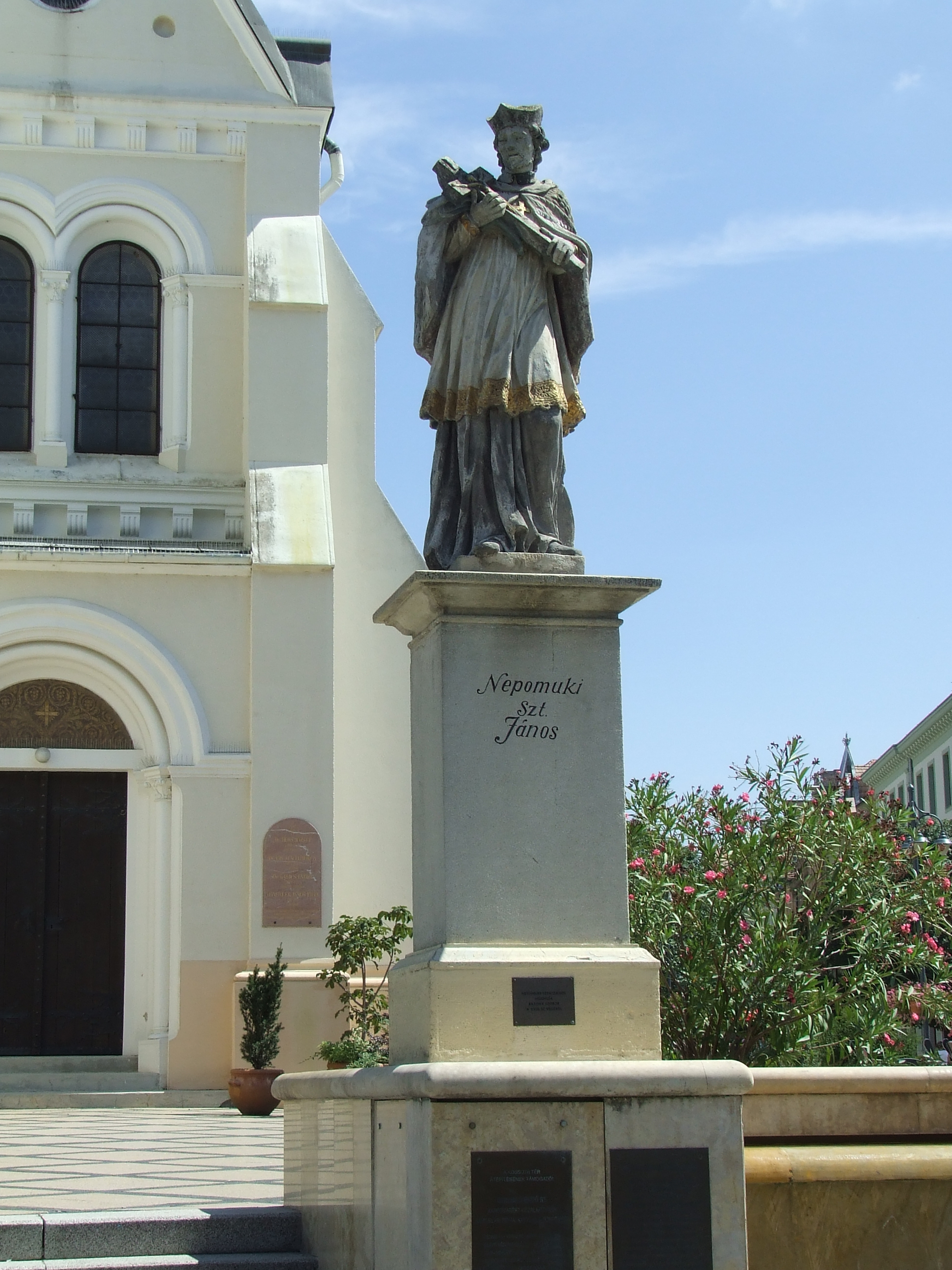
Статуя Святого Иоанна
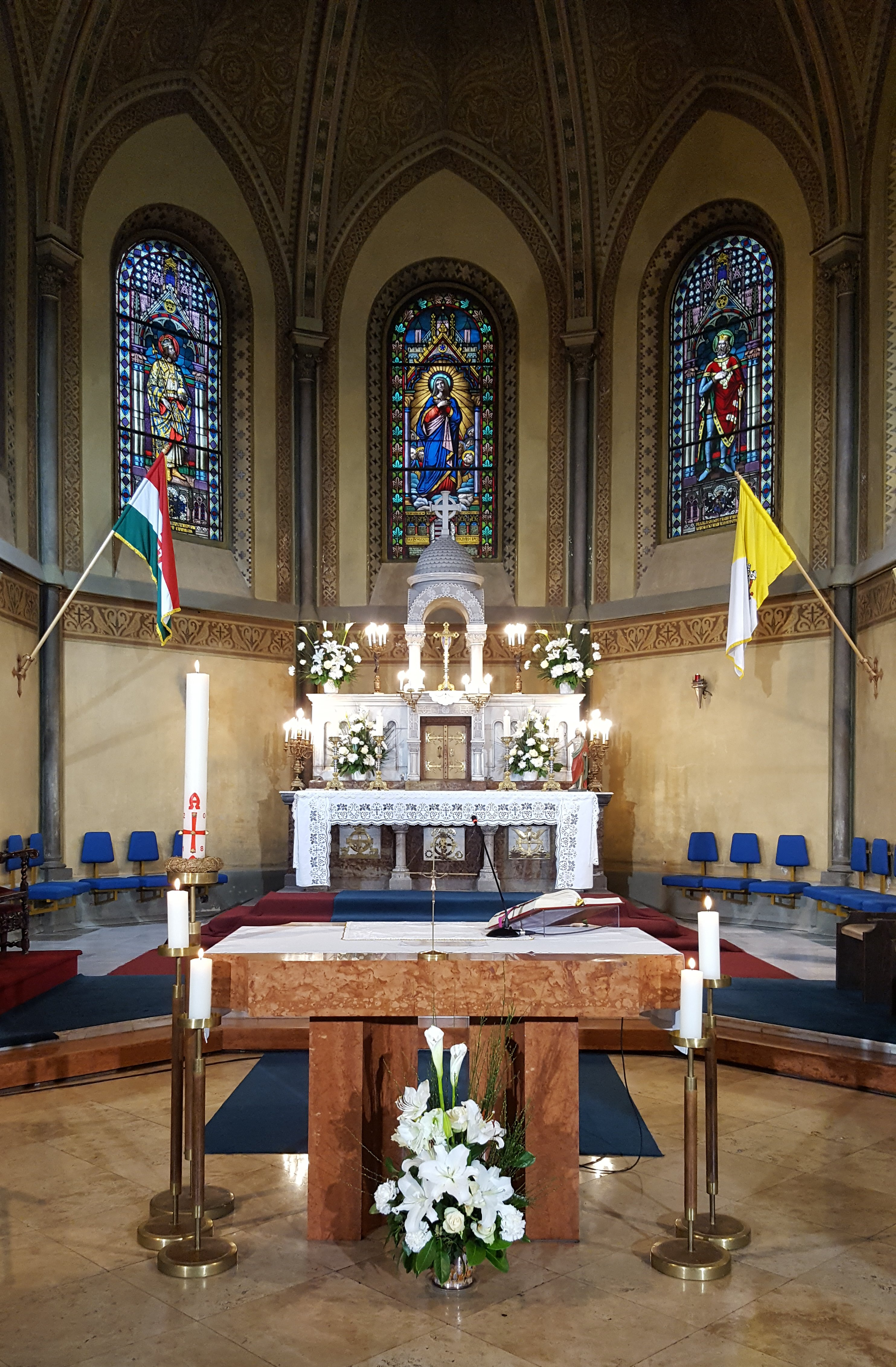
Святилище церкви